# Musée de la révolution coréenne
Le musée de la révolution coréenne (hangeul : 조선혁명박물관) est situé à Pyongyang en Corée du Nord.
Fondé le 1er août 1948, il présente une grande collection d'objets en rapport à Kim Il-sung et au mouvement révolutionnaire coréen. Il se trouve juste derrière les deux grandes statues du Grand monument Mansudae et est adjacent à l'Assemblée Mansudae, siège de l'Assemblée populaire suprême, la législature nord-coréenne.
Le Musée de la révolution coréenne couvre la période allant de 1860 à nos jours, c'est-à-dire la résistance antijaponaise, la guerre de Corée, et la période de construction socialiste. Il se répartit sur 90 pièces qui présentent des éléments liés à Kim Il-sung et ses associés, à la réunification de la Corée, à la diaspora coréenne, et à diverses batailles historiques. Depuis sa création, il a accueilli 27 millions de visiteurs nord-coréens et étrangers. D'une superficie de 240 000 mètres carrés, il est l'une des plus grandes structures dans le monde.